# Gradáció (állattan)
A gradáció az állattanban használatos fogalom, jelentése túlszaporodás, tömegrajzás.

## Magyarázata
A gradáció során egy állatfaj populáció nagysága nagymértékben meghaladja az átlagos értéket. Az egyedsűrűség növekedése hirtelen következik be, majd egy csúcsérték elérése után hirtelen egyedszám csökkenést tapasztalhatunk. A gradáció után újra, több generáción keresztül az átlagos egyedsűrűség jellemzi a populációt.
Példák: az afrikai sáskajárások ugyanúgy gradációs jelenségek, mint az észak-amerikai tundrákon időnként óriási tömegben megjelenő lemmingek vándorlása.